# Ząb trzonowy

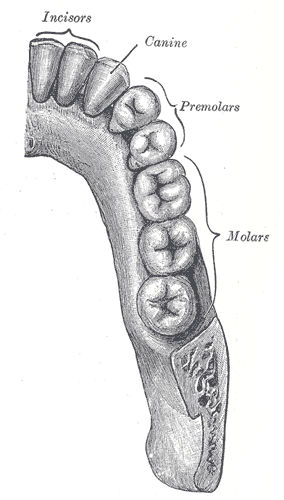
Rycina, na której widoczne są zęby trzonowe (ang. molars) prawej strony żuchwy

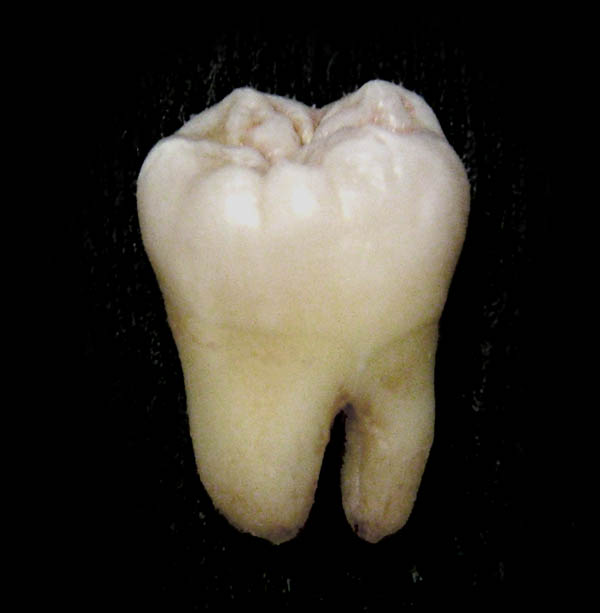
Dolny ząb mądrości po usunięciu

Zęby trzonowe (łac. dentes molares) – rodzaj zębów występujących u ssaków, w tym człowieka – w uzębieniu stałym.
Położone są najbardziej z tyłu ze wszystkich zębów jamy ustnej i służą do rozcierania pokarmu. Górne i dolne zęby trzonowe różnią się znacznie. Posiadają 2 lub 3 korzenie i wiele guzków. Ostatni trzonowiec, często niewystępujący i bardzo zmienny, to tzw. ząb mądrości.
Kompletne uzębienie dorosłego człowieka zawiera trzy zęby trzonowe w każdej połowie łuków zębowych, czyli łącznie 12 zębów trzonowych. Kompletne uzębienie mleczne zawiera po dwa trzonowce mleczne w każdej połowie łuków zębowych, czyli łącznie osiem zębów trzonowych.